# Cosmia calami
Cosmia calami là một loài bướm đêm trong họ Noctuidae.

## Hình ảnh

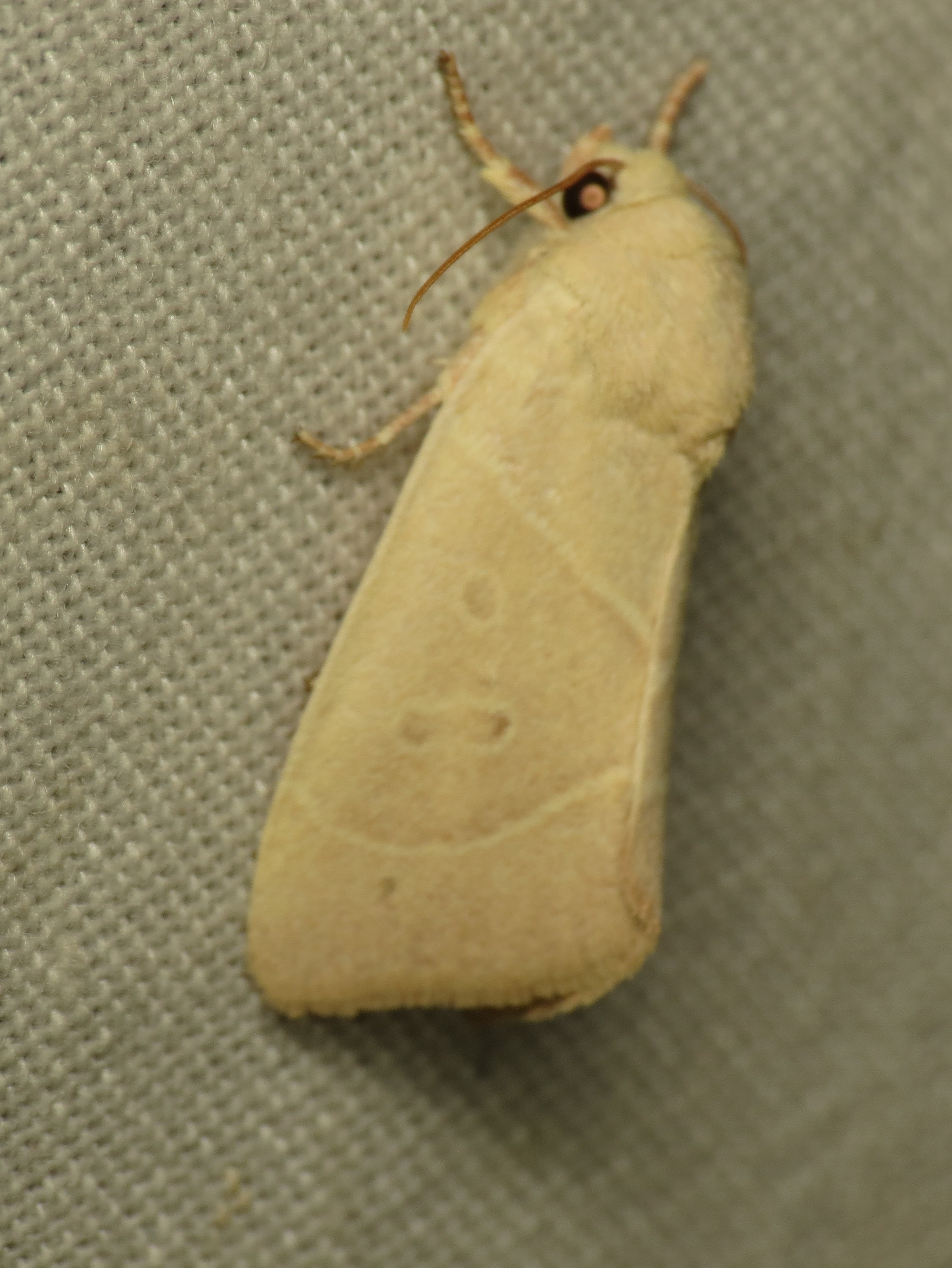